# Portes du Soleil
As Portes du Soleil, literalmente Postas do Sol, é um domínio de esqui franco-suíço que se estende no lado francês pelo vale de Abondance e o vale de Aulps, e do lado suíço pelo vale de Illiez e no vale de Morgins.

## Estações

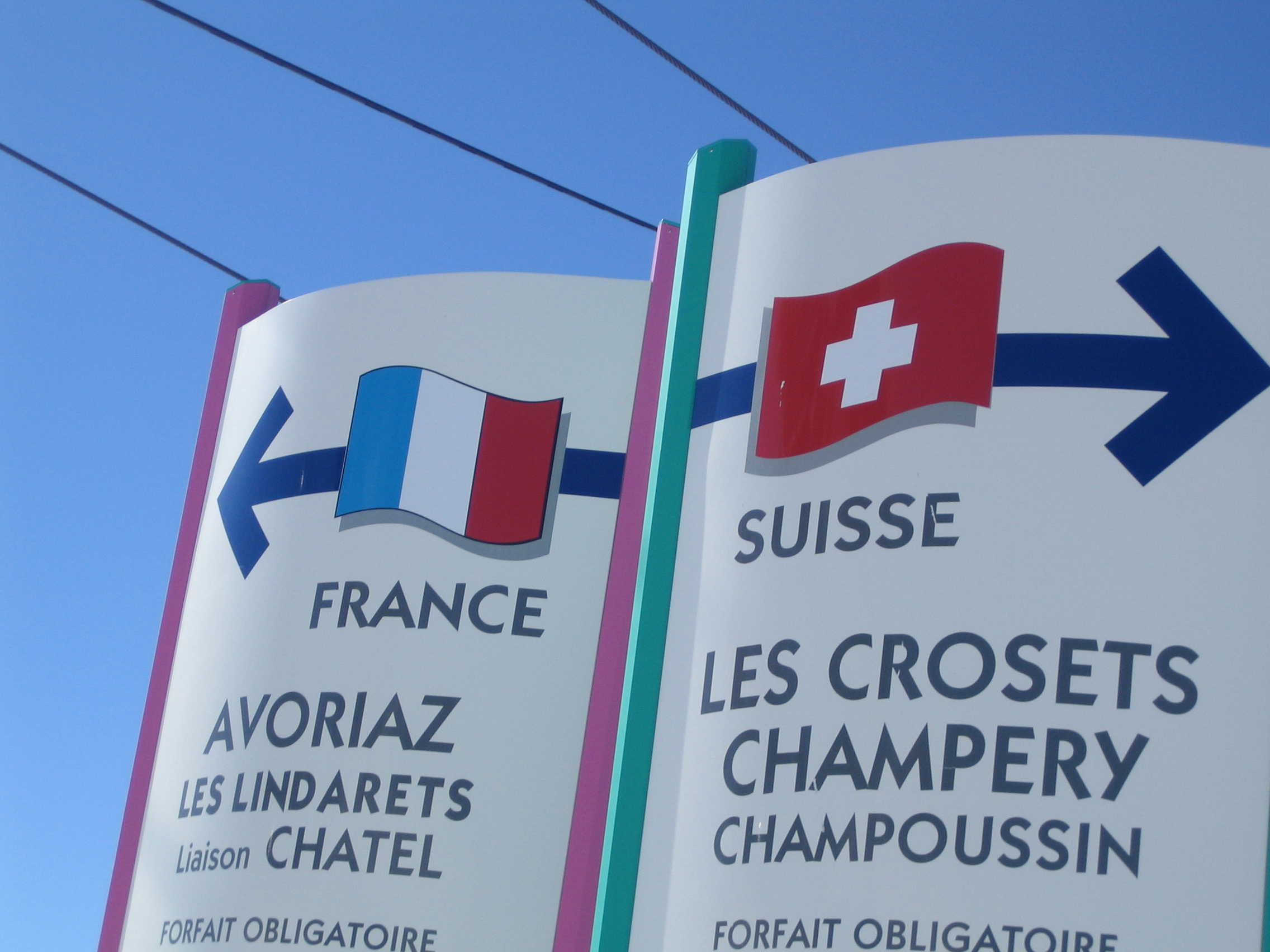
Direcções Fr-Ch nas pista do domínio

Do lado francês engloba as estâncias de Abondance, Avoriaz, Châtel, La Chapelle-d'Abondance, Les Gets, Morzine, Montriond e Saint-Jean-d'Aulps,
Do lado suíço engloba as estâncias de Champéry, Les Crosets, Champoussin,  Morgins e Torgon.

## Características
- 283 pistas de pistas de descida livre sobre 650 km
- 210 km de pistas de esqui de fundo
- 385 km de caminhos de  raquete de neve
- 10 snowparks
- 197 subidas mecânicas
- 764 canhões de neve
- 89 niveladora de neve